# Qaqortoq Kommune
Qaqortoq Kommune var en kommune i den sydlige del af Vestgrønland. Kommunen havde 3.418 indbyggere, heraf 3.144 i hovedbyen Qaqortoq og 274 i bygderne. Den blev 1. januar 2009 en del af Kujalleq Kommune sammen med Nanortalik Kommune og Narsaq Kommune.

## Byer og bygder i Qaqortoq Kommune
- Qaqortoq – by med 3.144 indbyggere.
- Saarloq – bygd med 50 indbyggere.
- Eqalugaarsuit – bygd med 138 indbyggere.
- Qassimiut – bygd med 47 indbyggere.

Desuden havde kommunen 12 fåreholdersteder.
60°N 46°V / 60°N 46°V